# 日本橋西
日本橋西（にっぽんばしにし）は、大阪府大阪市浪速区の町名。現行行政地名は日本橋西一丁目および日本橋西二丁目。

## 地理
大阪市浪速区の東部に位置。東は日本橋、北は難波中、西は南海本線を藩さんで敷津東、南は阪神高速1号環状線を挟んで恵美須西にそれぞれ接する。

## 歴史
1980年（昭和55年）実施の町名で、旧町名の西関谷町、広田町におおむね該当する。

## 世帯数と人口
2019年（平成31年）3月31日現在の世帯数と人口は以下の通りである。
| 丁目           | 世帯数  | 人口    |
| -------------- | ------- | ------- |
| 日本橋西一丁目 | 466世帯 | 578人   |
| 日本橋西二丁目 | 433世帯 | 723人   |
| 計             | 899世帯 | 1,301人 |

### 人口の変遷
国勢調査による人口の推移。
| 1995年（平成7年）  | 1,138人 | [ 5 ] |  |
| 2000年（平成12年） | 1,197人 | [ 6 ] |  |
| 2005年（平成17年） | 1,262人 | [ 7 ] |  |
| 2010年（平成22年） | 1,114人 | [ 8 ] |  |
| 2015年（平成27年） | 1,240人 | [ 9 ] |  |

### 世帯数の変遷
国勢調査による世帯数の推移。
| 1995年（平成7年）  | 606世帯 | [ 5 ] |  |
| 2000年（平成12年） | 689世帯 | [ 6 ] |  |
| 2005年（平成17年） | 745世帯 | [ 7 ] |  |
| 2010年（平成22年） | 719世帯 | [ 8 ] |  |
| 2015年（平成27年） | 841世帯 | [ 9 ] |  |

## 事業所
2016年（平成28年）現在の経済センサス調査による事業所数と従業員数は以下の通りである。
| 丁目           | 事業所数  | 従業員数 |
| -------------- | --------- | -------- |
| 日本橋西一丁目 | 109事業所 | 2,448人  |
| 日本橋西二丁目 | 45事業所  | 351人    |
| 計             | 154事業所 | 2,799人  |

## 施設

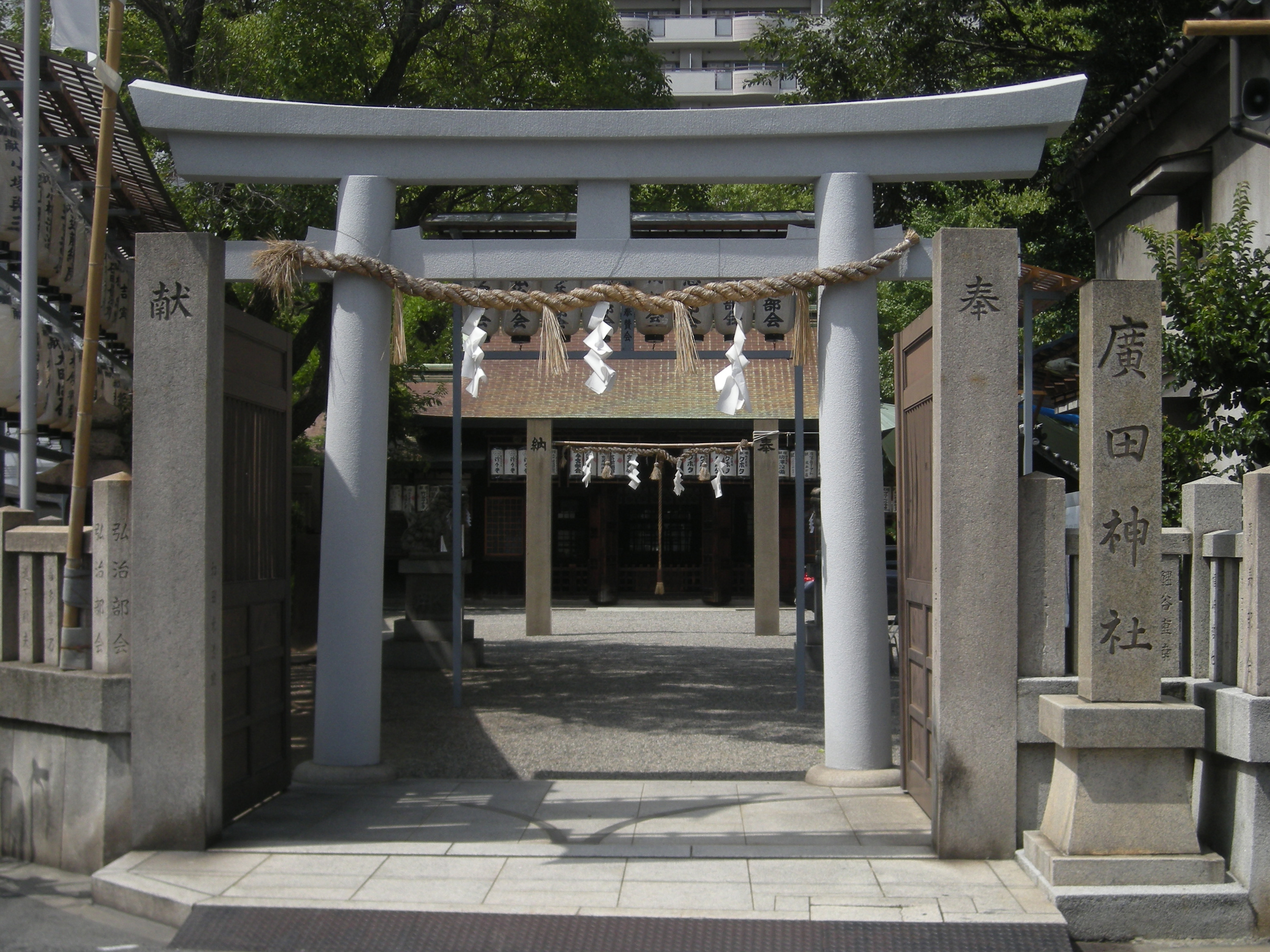
廣田神社

- 大阪市立浪速小学校・日本橋中学校
- 廣田神社

## 交通

### 鉄道
- 地内に駅はなく、北側は南海難波駅及びなんば駅、南側は今宮戎駅が最寄り駅である。

### 道路
高速道路
- 阪神高速1号環状線

主要地方道
- 大阪府道102号恵美須南森町線（堺筋）

## その他

### 日本郵便
- 〒556-0004[3]（集配局：浪速郵便局[11]）